# Maria Karolina von Österreich (1825–1915)

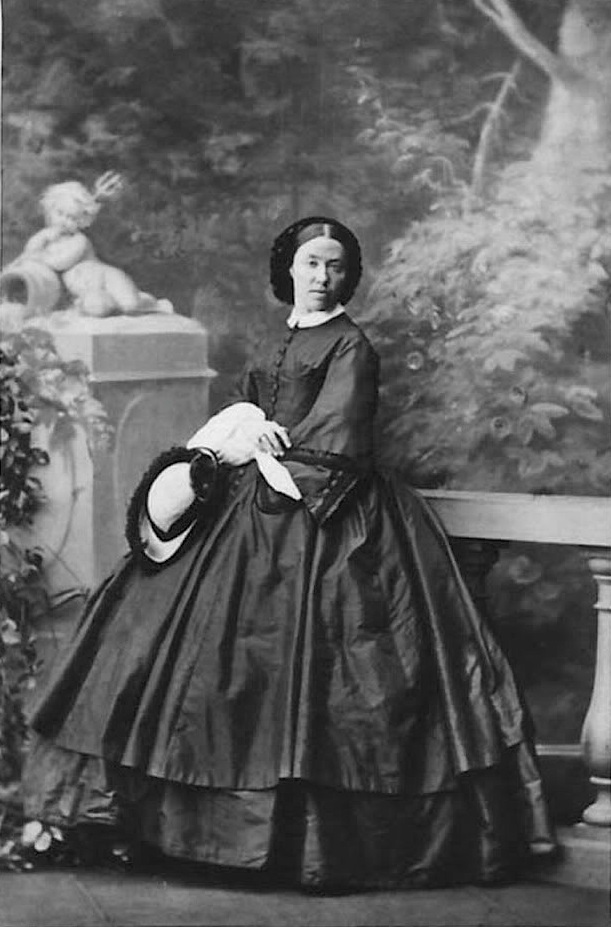
Erzherzogin Maria Karolina (Photo um 1862)

Maria Karolina von Österreich (* 10. September 1825 in Wien; † 17. Juli 1915 in Baden bei Wien) war eine Erzherzogin von Österreich und Gemahlin von Erzherzog Rainer Ferdinand von Österreich.

## Leben
Maria Karolina Luise Christina Erzherzogin von Österreich war die jüngere Tochter des Erzherzogs Karl von Österreich-Teschen und dessen Gemahlin Prinzessin Henriette Alexandrine von Nassau-Weilburg. Die Familie lebte auf Schloss Weilburg in der Nähe des niederösterreichischen Baden, welches der Vater zwischen 1820 und 1823 erbauen ließ. Bereits mit vier Jahren verlor Maria Karoline ihre Mutter, die an einer Scharlach-Infektion starb. Deshalb wurde sie vom Vater und ihrem ältesten Bruder Erzherzog Albrecht aufgezogen. Als junges Mädchen begleitete sie den Vater auf mehreren Reisen. Mit 19 Jahren wurde sie Äbtissin des Theresianischen Damenstiftes in Prag.
Anfang des Jahres 1852 verließ Maria Karolina das Damenstift und heiratete am 21. Februar 1852 ihren Vetter, Erzherzog Rainer Ferdinand von Österreich. Es blieb bei einer kinderlosen Ehe. Die katholisch erzogene und tiefgläubige Erzherzogin betätigte sich karitativ. Bei zahlreichen sozialen Institutionen fungierte sie als Protektorin. So übernahm sie im Mai 1857 das Protektorat bei dem Sankt-Josef-Kinderspital in Wien.
In der großen Habsburg-Familie nahm Maria Karolina eine einflussreiche Stellung ein. Besonders von den Kindern, die sie „Tante Marie Rainer“ nannten, wurde sie geschätzt. Auch am Kaiserhof war sie, wegen ihrer Persönlichkeit ein gern gesehener Gast. Sie beschenkte Pfarreien mit selbst bestickten Messgewändern.
Das Ehepaar Rainer galt wegen seiner häufigen Präsenz in der Öffentlichkeit jahrzehntelang als das beliebteste und populärste Paar des Kaiserhauses. In Wien und Baden verfügte es auch bei der einfachen Bevölkerung über eine beträchtliche Popularität.
1854 kaufte das Ehepaar ein kleines Palais auf der Wieden im 4. Wiener Gemeindebezirk, wo sie bis an ihr Lebensende wohnten. Im Jahre 1912 feierte das Paar seine Diamantene Hochzeit, die später als letztes Großereignis der Donaumonarchie galt.

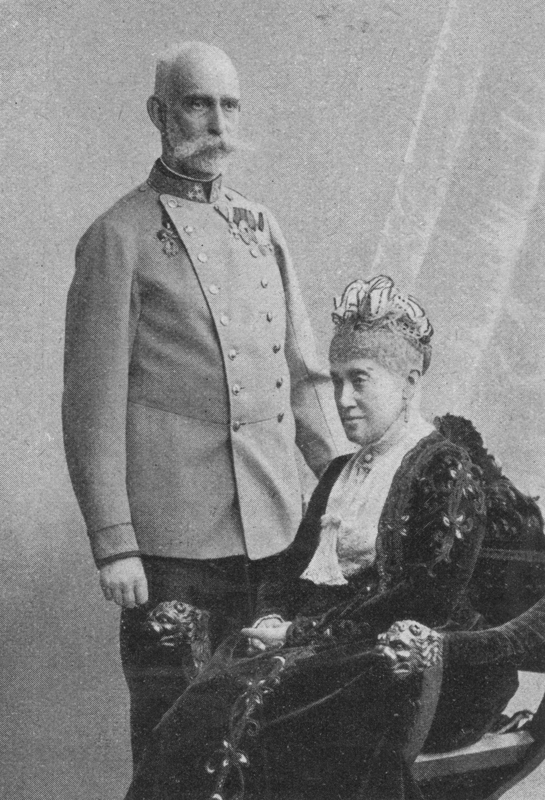
Erzherzog Rainer und Maria Karolina im Jahr 1902

Erzherzog Rainer starb am 27. Januar 1913. Maria Karolina überlebte ihren Mann um zwei Jahre. Sie starb am 17. Juli 1915 im Alter von fast 90 Jahren in Baden bei Wien. Die Preßburger Zeitung schreibt darüber:
„Ihre k.u.k. Hoheit die durchlauchtigste Erzherzogin M a r i a ist heute um 9 Uhr vormittags verstorben.
Frau Erzherzogin Marie Karolina Ludovika Christina wurde am 10. September 1825 als Tochter des Generalfeldmarschalls des Siegers von Aspern Erzherzog Karl (...) geboren...
Am 21. Februar 1852 vermählte sich die Tochter des Erzherzogs Karl mit Erzherzog Rainer (...) Die Ehe blieb kinderlos. Im Jahre 1912 feierte das Ehepaar unter inniger und wärmster Anteilnahme aus allen Kreisen und Schichten der Bevölkerung das Fest der diamantenen Hochzeit.
Vor einigen Tagen erkrankte die Greisin in ihrer in Baden, Karlsgasse 2, gelegenen Villa. Ihr Zustand wurde schon nach wenigen Stunden infolge ungenügendem Funktionierens der Niere und der hochgradigen Altersschwäche hoffnungslos. Die Patientin verfiel am Mittwoch bereits in Bewußtlosigkeit. Pater Abel erteilte der Kranken die Sterbesakramente. (...)
Im Sterbezimmer waren fast sämtliche Mitglieder des Hofes. Versammelt waren Erzherzog Karl Stephan, Erzherzogin Mariä Theresia, Erzherzogin Isabelle mit ihren Töchtern und nachts um halb 11 Uhr kamen mittels Automobils aus Wallsee Erzherzog Franz Salvator und Erzherzogin Maie Valerie. (...)
Die Einsegnung und Beisetzung der Leiche der Erzherzogin Marie findet am Mittwoch den 21. d. um halb 4 Uhr nachmittags bei den PP. Kapuzinern im stillen statt. Dienstag den 20. d. M. abends, trifft die Leiche mittels Sonderzuges der Stadtbahn in Wien ein und wird vom Bahnhof unmittelbar in die Kapuzinerkirche gebracht und dort aufgebahrt werden.
Donnerstag den 22.d. um 11 Uhr vormittags wird auf allerhöchsten Befehl für Erzherzogin Marie das Seelenamt in der Hofburgpfarrkirche im stillen abgehalten werden.“
Maria Karolina wurde unter großer Beteiligung und Anteilnahme der Bevölkerung im Ferdinand-Trakt (Ferdinandgruft) der Kapuzinergruft beigesetzt.